# إدموند ديلفور
موريس إدموند ديلفور (بالفرنسية: Edmond Delfour)‏ (1 نوفمبر 1907 – 19 ديسمبر 1990) لاعب ومدرب كرة قدم فرنسي راحل كان يجيد اللعب في خط الوسط حيث ولد في مدينة ريس أورانجيس .
لعب ديلفور في أندية فيري تشاتيلون، درافيل، جوفيسي، فرنسا (1928-1929) ، راسينغ باريس (1929-1937) ، روبيه (1937-1939) ، روين (1939-1945) ، و أولمبيك النجم الأحمر (1945-1946) . حقق بطولة الدوري مرتين في 1936 و 1940 وبطولة كأس فرنسا واحدة في 1936 .
لعب ديلفور 41 مباراة دولية لصالح منتخب فرنسا كما شارك في أول 3 بطولات كأس عالم سنوات 1930 ، 1934 ، و 1938 مما جعله أحد 5 لاعبين فقط الذين شاركوا في هذه البطولات قبل الحرب العالمية الثانية.
بعد اعتزاله اللعب اتجه إلى مهنة التدريب حيث قضى مسيرته التدريبية من 1940 إلى 1970 بين الأندية الفرنسية والبلجيكية كما قام بتدريب نادي حمام الأنف التونسي. توفي في سنة 1990 عن عمر 82 سنة .

## وصلات خارجية
- إدموند ديلفور على موقع قاعدة بيانات كرة القدم.إي يو (الإنجليزية)
- إدموند ديلفور على موقع ليكيب (الفرنسية)
- إدموند ديلفور على موقع ناشيونال فوتبول تيمز (الإنجليزية)

- السيرة الذاتية عبر موقع الاتحاد الفرنسي لكرة القدم